# 大伊爾瓦鄉
47°22′N 24°54′E / 47.367°N 24.900°E
大伊爾瓦鄉（羅馬尼亞語：Comuna Ilva Mare, Bistrița-Năsăud），是羅馬尼亞的鄉份，位於該國西北部，由比斯特里察-訥瑟烏德縣負責管轄，面積35平方公里，海拔高度620米，2007年人口14,054，人口密度每平方公里35人。